# 33524 Rousselot
33524 Rousselot este o planetă minoră (asteroid), cu un diametru de 3,321 km, din centura de asteroizi. A fost descoperită pe 7 aprilie 1999 la Stația Anderson Mesa de Lowell Observatory Near-Earth-Object Search. 
Obiectul prezintă o orbită caracterizată de o semiaxă mare de 2,7593353 UAi, o excentricitate de 0,08, o înclinație de 2,62261 ° în raport cu ecliptica.